# Mount Logan
Mount Logan is de hoogste berg van Canada en na de Denali de op een na hoogste van Noord-Amerika. De berg, vernoemd naar de Canadese geoloog William Logan, ligt in het Nationaal park Kluane in het zuidwesten van Yukon en meet 5959 m. Hij is onderdeel van de St. Elias Mountains.
Tektonische activiteit in het gebied waar Mount Logan ligt, zorgt ervoor dat de berg aan hoogte wint.